# Arsène Verny
Arsène Verny (25. července 1956 Ústí nad Labem – 16. března 2025 Berlín) byl expertem pro právo Evropské unie a Evropskou integraci a univerzitní profesor vyučující právo Evropské unie, evropské hospodářské právo a řešení konfliktů v mezinárodních vztazích.

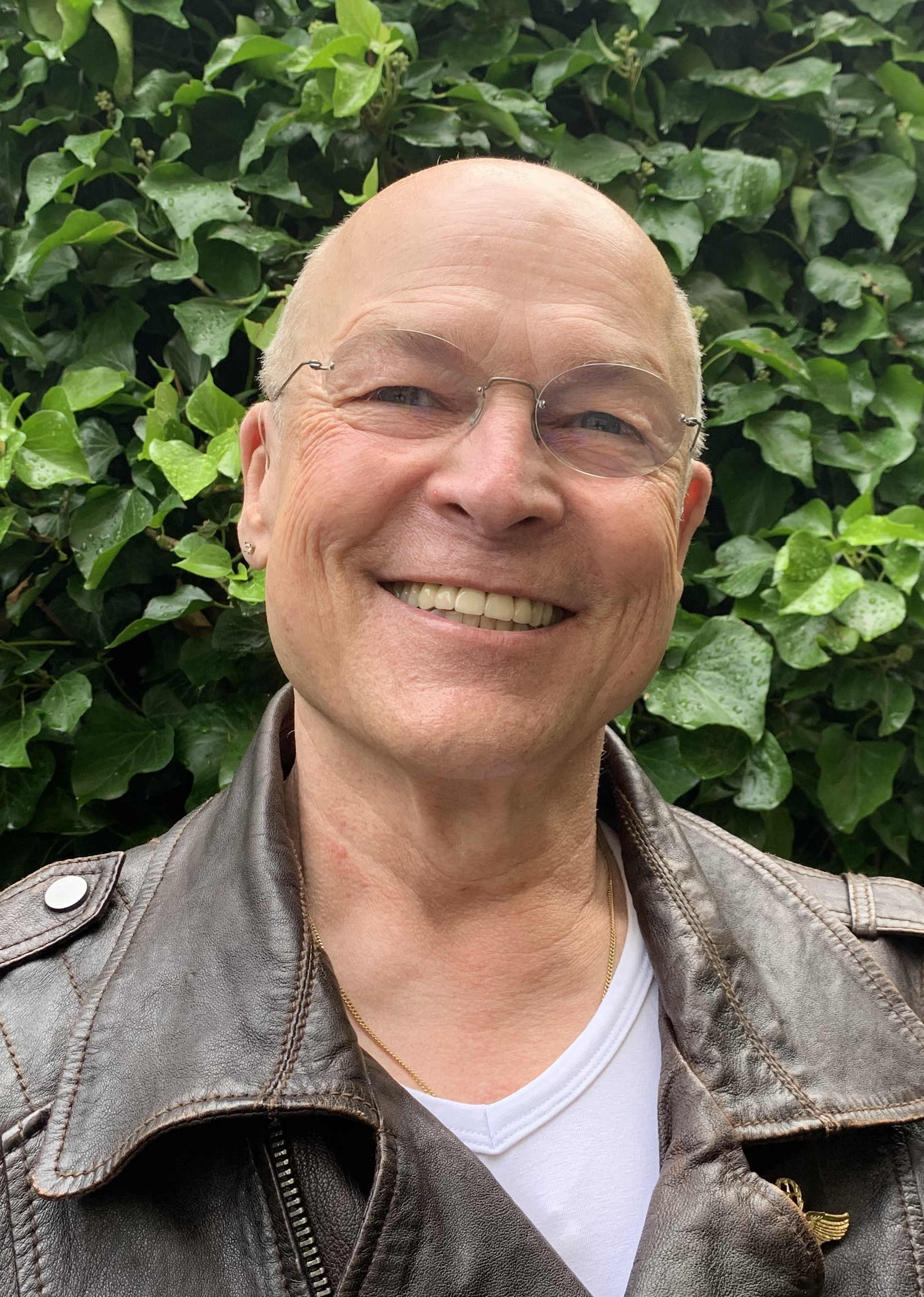
Arsène Verny 2024

## Život
Arsène Verny se narodil 25. července 1956 jako první syn MUDr. Arsène Věrného, přednosty dětské čelistní chirurgie na klinice v Ústí nad Labem, a Olgy Svobodové, rozené Maškové. Jeho babička z matčiny strany, Alexandra Lvová, byla životní partnerkou českého spisovatele Jaroslava Haška, autora světoznámého literárního díla "Osudy dobrého vojáka Švejka", které bylo do roku 2013 přeloženo do 58 jazyků.
Arsène Verny vyrůstal do svých 12 let v tehdejší Československé socialistické republice. Na jaře 1969 opustil s matkou zemi po potlačení „pražského jara“ a od té doby vyrůstal v západoevropských zemích, především v Německu.
Arsène Verny studoval německé a evropské právo na Univerzitě Johannese Gutenberga v Mohuči a na Kolínské univerzitě v Kolíně nad Rýnem. Od roku 1989 do 1991 absolvoval postgraduální magisterské studium práva Evropské unie, evropské politiky a evropského hospodářství na univerzitě RWTH – Cáchy, které úspěšně ukončil magisterskou prací s názvem "Dominantní postavení na trhu a kontrola fúze v právu Evropského společenství". Arsène Verny se již během svého studia podílel na zakládání Centra pro evropská studie (CEUS), jehož členem je dodnes. V letech 1990–1993 absolvoval referendariát v Düsseldorfu a Budapešti. V roce 1993 proběhla postgraduální promoce v oboru ekonomických věd na Budapest University of Economic Sciences, přičemž jeho disertační práce nesla titul "Centrální Evropa a ES se zvláštním důrazem na aktuální vývoj v Československu a Maďarsku".
Profesura Arsène Vernyho začala v roce 1995, kdy se stal vedoucím Katedry pro mezinárodní a evropské hospodářského práva na fakultě Mezinárodních vztahů Vysoké školy ekonomické (VŠE). Zde se habilitoval s prací na téma "Institucionální, strukturální a metodologické základy sbližování vnitrostátního práva s právem Evropských společenství a jeho aplikace příslušnými úřady a soudy České republiky". Od roku 1997 do 2004 byl hostujícím profesorem na Evropské univerzitě Viadrina ve Frankfurtu nad Odrou. Arsène Verny získal v roce 1998 titul "Jean Monnet Profesor pro evropské hospodářské právo" a od roku 2001 je také externím členem Katedry pro západoevropská studia (Jean Monnet Centre of Excellence) při Institutu pro mezinárodní vztahy na Fakultě sociálních věd Univerzity Karlovy v Praze. Od roku 1997 do 2010 byl členem fakulty a pověřeným docentem na Dunajské Univerzitě Krems (Oddělení práva Evropské unie a Evropské integrace), kde od roku 2002 působí jako hostující profesor. Mezi lety 2002 a 2008 byl docentem na Katedře veřejného práva se zaměřením na evropské právo na Univerzitě Otto-Friedricha v Bamberku a od roku 2005 až 2009 hostujícím profesorem na Katedře ústavního a evropského práva právnické fakulty Západočeské univerzity v Plzni. Od roku 2005 patřil také mezi členy týmu Humboldt-Viadrina School of Governance GmbH v Berlíně. 
Arsène Verny byl následně jmenován viceprezidentem Rady univerzity a rektorem na Université Nouvelle Européenne v Belgii (Vice President of the University Council und des Chancellor of the Université Nouvelle Européenne), poté prorektorem pro mezinárodní akademickou síť Université Nouvelle Européenne (International Academic Network of the Université Nouvelle Européenne) a v roce 2011 profesorem evropského a mezinárodního hospodářského práva (Profesors of European and International Economic Law) v Bruselu. Obě vzdělávací instituce však nezahájily činnost kvůli nedostatku zdrojů.
Arsène Verny působil od října 2012 do října 2013 jako univerzitní profesor a prorektor na Martin Buber University a sice v sekci evropského a mezinárodního práva a politiky a managementu konfliktů v mezinárodních vztazích na evropském kampusu Kerkrade-Rolduc. Zde zastával mimo to také funkci prorektora a prezidenta mezinárodní univerzitní rady. Od roku 2013 do roku 2014 vykonával profesuru v předmětech Evropská politika a Evropská studia na renomované Univerzitě Jana Evangelisty Purkyně v Ústí nad Labem a k tomu až do roku 2015 paralelně profesuru Evropského hospodářského práva na Katedře ústavního a evropského práva na renomované Západočeské univerzitě v Plzni. Od roku 2016 vyučobal evropské právo a řešení konfliktů v mezinárodních vztazích na katedře hospodářského práva a evropské integrace na Dunajské univerzitě Krems.
V prosinci 2012 založil společně s vědeckým ředitelem akademie Neuro-Kompetenz-Akademie a profesorem pro klíčové kompetence, čestným prezidentem Ústředního svazu dalšího vzdělávání (DVWO), Dr. Phil. Nat. Uwe Genzem soukromou univerzitu Robert Schuman University (RSU) koncipovanou jako inovativní think-tank. RSU se zabývá výzkumem a vývojem validačních nástrojů k nástupu osob s jiným oborovým zaměřením do akademické kariéry a vývojem kompetenčních portfolií.
Kromě své profesury působil Arsène Verny v letech 1995–2003 jménem Evropské komise jako hlavní vládní poradce jménem v rámci právních harmonizačních projektů Evropské unie ve střední a východní Evropě se zaměřením na Českou republiku, Slovenskou republiku, Maďarsko, Estonsko a Chorvatsko. Od roku 1999 převzal funkci výkonného ředitele společnosti European Law & Policy Advisory Group (ELPA-group). Arsène Verny také patřil mezi zakladatele společnosti IFM Institutu pro střední třídu, jehož Evropskému hospodářskému poradnímu sboru předsedal, a sdružení VTUD e.V. Sdružení českých podniků v Německu, jehož představenstvu předsedal až do zrušení sdružení ke konci roku 2015. V červenci 2016 přijal funkci finančního ředitele u Deutsche Edelmetallgesellschaft e.V. (DEG), kterou vykonával do října 2017. V tomto oboru se věnuje oblastem compliance a good governance a jako certifikovaný Chief Compliance Officer (CCO) též oblasti praní špinavých peněz.
Arsène Verny se v rámci jeho právnické a evropsko-politické činnosti zaměřoval na integrační politiku, mezinárodní, evropské a německé ekonomické a investiční právo, jakož i na řešení konfliktů v mezinárodních vztazích. V této souvislosti stojí za zmínku jeho působení jako rozhodčí soudce pro mezinárodní právní spory u Stálého rozhodčího soudu při Hospodářské komoře České republiky a při Agrární komoře České republiky, Praha jakož i členství v německé instituci pro arbitráž (DIS).
Od svého přijetí do advokacie v roce 1993 působil Arsène Verny az do svého úmrtí v březnu 2025 v Berlíně a v Praze v oblasti bilaterálních, multilaterálních a mezinárodních obchodních sporů.
V roce 2014 založil Arsène Verny na památku svého syna Valeriana Arsène Vernyho "Literární nadaci Valerian Arsène Verny pro děti a mládež" ve Svazu nadací pro německou vědu. Valerian byl mimořádně nadaný student literatury a měl v plánu stát se spisovatelem a iniciátorem přeshraničních, humáních projektů se zaměřením na literárně nadané děti a mládež. Jeho tragická, smrtelná nehoda v Berlíně však ukončila život, který měl právo na velké naděje. Valerianovi ležela na srdci především rovnost v šancích na vzdělání jak jeho generace, tak i těch budoucích. Nadace pokračovala v tomto přání a podporuje literárně nadané děti a mládež, přičemž si dala za úkol věnovat se kultuře a literatuře v evropském kontextu se zaměřením na společnou česko-německou historii a mezinárodní podporu tvůrčího psaní.
Nad nadací převzal dne 16. května 2014 osobní i institucionální záštitu nyní již bývalý velvyslanec České republiky v Berlíně, JUDr. Rudolf Jindrák, a současný náměstek ministra zahraničních věcí ČR. Následně převzal tuto záštitu dne 14. ledna 2015 nový velvyslanec České republiky v Berlíně Mgr. Tomáš Jan Podivinský, jakož i jeho nástupce Tomáš Kafka v roce 2020. 
Na znamení uznání převzal ministr kultury České republiky Mgr. Daniel Herman jakožto jeho následovníci Ilja Šmíd a Antonín Staněk Záštitu ministra nad aktuálními i budoucími bilaterálními aktivitami nadace, které jsou realizovány v evropském kontextu.
Činnost nadace, která byla v následujících letech velmi úspěšná a spolupracovala mimo jiné s Goethe Institutem, musela být v roce 2021 ukončena kvůli následkům pandemie covid-19.
Arsène Verny žil až do svého úmrtí v Berlíně ve svém druhém manželství s manželkou Lindou Verny, rozenou Váchovou, a věnoval se především své poradenské činnosti, jakož i publikačním aktivitám, především pokračování a aktualizaci své kapitoly v Příručce obchodního práva EU, kterou vydává nakladatelství C.H.Beck Verlag.
Jeho syn Viktorian Verny žije v Hamburku a v současné době studuje magisterský obor mezinárodní politika.
Arsène Verny je uveden v seznamu osobností města Ústí nad Labem narozených po roce 1951.

## Ocenění
- 1995–2003 Hlavní vládní poradce (Principal Advisor) v integračních a přístupových projektech Evropské komise pro střední a východní Evropu

- 1996 Zápis do "Who`s Who in European Integration Studies (In Non-EU States)", nakladatelství Nomos, Baden-Baden 1996

- 1998 Udělení titulu Jean Monnet Profesor evropského práva ze strany Evropské univerzitní rady (European University Council)

## Publikace
- Spoluvydavatel a spoluautor sborníku Zur Umsetzung von EG-Recht,(Dauses/Mevissen/Verny/v. d. Heide),

nakladatelství Deutscher Universitäts Verlag, Wiesbaden 1994, 8244-4154-3
- Spoluvydavatel a spoluautor sborníku Europäische Essays I, (Mevissen/Verny), Verlag Dr. Kovac, Hamburg 1995, ISBN 3-86064-364-9
- Autor komentáře “Schiedsgerichtsbarkeit in der Tschechischen Republik”, v řadě Schriften zur Schiedsgerichtsbarkeit, (Pfaff), nakladatelství Verlag Recht und Wirtschaft, Heidelberg 1997, ISBN 3-8005-1198-3
- Spoluautor monografie Allgemeine Methodik der Rechtsangleichung an das EU-Recht am Beispiel der Tschechischen Republik, (Berg), nakladatelství Universitäts-Verlag der Otto-Friedrich-Universität Bamberg, Bamberg 1997, ISBN 3-931052-01-X
- Spoluvydavatel a spoluautor kompendia Evropské právo se zaměřením na rozhodovací praxi evropského soudního dvora, (Verny/Dauses), Praha: Ústav mezinárodních vztahů, 1998, ISBN 80-85864-41-X, (česky)
- Spoluvydavatel a spoluautor sborníku Aspekte der europäischen Integration, (Dorner/Meyer-Thamer/Paape/Verny), nakladatelství Deutscher Universitäts-Verlag, Wiesbaden 1998, ISBN 3-8244-4286-8
- Spoluvydavatel sborníku Europäische Integrationsperspektiven: Ambivalenzen der Entwicklung und Lösungsansätze (Dorner/Meyer-Thamer/Paape/Verny), 1. vydání, nakladatelství Deutscher Universitäts-Verlag, Wiesbaden, 2001, (DUV: Sozialwissenschaft), ISBN 3-8244-4450-X
- Spoluautor: Handbuch Wirtschaft und Recht in Osteuropa, (Breidenbach, souhrnné vydání), nakladatelství C.H. Beck Verlag München, 71. EL, listopad 2006, 3-406-431666-22
- Mnoho dalších publikací a znaleckých posudků (cca 120) o evropském právu a právu střední Evropy, průběhu evropské integrace a dopadech rozšíření východu ve Spolkové republice Německo, Velké Británii, Rakousku, Maďarsku, Polsku, Chorvatsku, České republice a Slovenské republice.
- Autor příspěvku Stabilisierungs- und Assoziierungsabkommen v Handbuch des EU-Wirtschaftsrechts (vydavatel Dauses), nakladatelství C.H.Beck Verlag, München 2003, 42. EL – stav 09/2017, ISBN 978-3-406-69662-6
- Spoluvydavatel díla Festschrift für Manfred A. Dauses zum 70. Geburtstag, (vydavatelé Stotz/Heid/Verny), nakladatelství Beck, München, 2014, ISBN 978-3-406-65874-7